# Proctophyllodes anthi
Proctophyllodes anthi är en spindeldjursart som beskrevs av Vitzthum 1922. Proctophyllodes anthi ingår i släktet Proctophyllodes, och familjen Proctophyllodidae. Arten är reproducerande i Sverige.